# Lincoln Capri
O Capri é um sedan de porte grande da Lincoln.